# (73528) 2003 NU8
(73528) 2003 NU8 es un asteroide perteneciente al cinturón de asteroides, región del sistema solar que se encuentra entre las órbitas de Marte y Júpiter.
Fue descubierto el 5 de julio de 2003 por el equipo del LINEAR desde el Laboratorio Lincoln, Socorro, Nuevo México.

## Designación y nombre
Designado provisionalmente como 2003 NU8.

## Características orbitales
2003 NU8 está situado a una distancia media del Sol de 3,120 ua, pudiendo alejarse hasta 3,536 ua y acercarse hasta 2,703 ua. Su excentricidad es 0,134 y la inclinación orbital 26,088 grados. Emplea 2012,73 días en completar una órbita alrededor del Sol.

## Características físicas
La magnitud absoluta de 2003 NU8 es 13,55. Tiene 12,463 km de diámetro y su albedo se estima en 0,049.